# El ventre d'un arquitecte
El ventre d'un arquitecte (títol original: The Belly of an Architect) és una pel·lícula britànica dirigida per Peter Greenaway, estrenada l'any 1987. Ha estat doblada al català

## Argument
Stourley Kracklite, un arquitecte americà, és convidat a Roma per a organitzar i obrir una exposició sobre l'arquitecte francès Étienne-Louis Boullée. Molt ràpidament, Kracklite s'adona que un altre arquitecte, Caspasian Speckler, maquina per arrencar-li el projecte de l'exposició tot fent la cort a Louisa, la seva dona. A aquest problema, s'hi afegeixen horribles mals d'estómac d'origen desconegut que submergeixen el panxut Kracklite en un estat de profund desconcert. Els monuments de Roma es transformen llavors en un infern de marbre en el qual Kracklite erra desesperadament mentre que se li escapa tot el control dels esdeveniments.

## Repartiment
- Brian Dennehy: Stourley Kracklite
- Chloe Webb: Louisa Kracklite
- Lambert Wilson: Caspasian Speckler
- Sergio Fantoni: Io Speckler
- Stefania Casini: Flavia Speckler
- Vanni Corbellini: Frederico
- Alfredo Varelli: Juliol
- Geoffrey Copleston: Caspetti
- Francesco Carnelutti: Pastarri
- Marino Masè: Trettorio
- Marne Maitland: Battistino
- Claudio Spadaro: Mori
- Rate Furlan: violonista
- Julian Jenkins: metge
- Enrica Maria Scrivano: mare
- Ricardo Ussani: noi
- Stefano Gragnani: home
- Andrea Prodan: Dr. Artuso Amansa
- Fabio Sartor: policia